# Unbipentium
Unbipentium ist ein derzeit hypothetisches chemisches Element mit der Ordnungszahl 125.
Im Periodensystem steht es zwischen dem 124Unbiquadium und dem 126Unbihexium.
Da von diesem Element keine natürlichen Isotope existieren, müsste es auf künstliche Weise durch Kernreaktionen erzeugt (synthetisiert) werden. Der Name ist vorläufig und leitet sich von der Ordnungszahl ab. Unbipentium ist möglicherweise das fünfte Element, das ein g-Orbital besitzt, wodurch die 5. Schale mit fünf zusätzlichen Elektronen aufgefüllt würde. Im erweiterten Periodensystem gehört es zu den Transactinoiden (im „normalen“ Periodensystem ist es nicht dargestellt).

## Chemische Eigenschaften
Für das Element 125 wird nicht erwartet, dass Atome lange genug existieren, um eine Elektronenkonfiguration um den Kern zu bilden oder dass sogar chemische Bindungen entstehen. Chemische Eigenschaften sind also nicht definierbar. 